# Конгал Кеннмагайр

Ирландия в VIII — первой трети IX века

Конгал Кеннмагайр (Конгал Кендмагайр; др.‑ирл. Congal Cennmagair; умер в 710) — король Кенел Конайлл (будущего Тирконнелла) и верховный король Ирландии (704—710).

## Биография

### Ранние годы
Конгал был сыном Фергуса Фаната из рода Кенел Конайлл, ветви Северных Уи Нейллов, и внуком верховного короля Ирландии Домналла мак Аэдо. Своё прозвище — «Кеннмагайр» — он получил по названию одноимённого селения (современного Кинавира, расположенного на берегу залива Малрой).
Свидетельство «Анналов четырёх мастеров» о гибели короля Айлеха Маэл Дуйна мак Маэл Фитриха в сражении с Конгалом Кеннмагайром в 681 году, является недостоверным.
В 697 году Конгал Кеннмагайр был одним из тех представителей ирландской знати и духовенства, кто присутствовал на Биррском синоде. На этом собрании состоялось утверждение «Закона невинных» — свода правил, разработанных святым Адамнаном. Имя Конгала Кеннмагайра упомянуто в документе вторым из числа светских лиц, после имени верховного короля Лоингсеха мак Энгуссо, выступавших гарантами исполнения этого закона.

### Верховный король Ирландии
Конгал Кеннмагайр получил власть над Кенел Конайлл и титул верховного короля Ирландии после гибели своего двоюродного брата Лоингсеха мак Энгуссо, павшего в сражении 12 июля 704 года. Первая запись в ирландских анналах о Конгале как о верховном короле датирована 705 годом. Трактат «Laud Synchronisms» наделяет Конгала шестью годами правления, в то время как в «Лейнстерской книге» сообщается, что он владел титулом верховного короля девять лет.
Вероятно, также как и его предшественник Лоингсех мак Энгуссо, Конгал Кеннмагайр пытался расширить свои владения за счёт Коннахта. Предполагается, что именно по приказу короля Конгала войско Северных Уи Нейллов во главе с королём Айлеха Фергалом мак Маэл Дуйном, Фергалом мак Лоингсигом из рода Кенел Конайлл и королём Кенел Кайрпри Коналлом Менном совершило в 707 году победоносный поход в коннахтские земли, во время которого был убит правитель этого королевства Индрехтах мак Дунхадо.
В том же году сам Конгал успешно воевал с лейнстерцами и взял с них дань. По свидетельству предания, сохранившегося в «Истории Ирландии» Джеффри Китинга, во время этого похода по повелению верховного короля была сожжена церковь в Килдэре.
Ирландские анналы сообщают, что Конгал Кеннмагайр скоропостижно скончался в 710 году. В сочинении Джеффри Китинга эти свидетельства дополняются сообщением о том, что столь внезапная смерть короля Конгала была следствием уничтожения им церкви во время войны с Лейнстером. Новым правителем Кенел Конайлл стал двоюродный племянник Конгала, Флатбертах мак Лоингсиг, а титул верховного короля Ирландии перешёл к Фергалу мак Маэл Дуйну, королю Айлеха из рода Кенел Эогайн.
Сыновьями Конгала Кеннмагайра от неизвестной по имени супруги были Доннгал (умер в 731), Фланн Гохан (погиб в 732), Конайнг (погиб в 733) и Фергус (умер в 757). Ни один из них так и не смог взойти на престол королевства Кенел Конайлл. Его дочь была супругой короля Айлеха Фергала мак Маэл Дуйна.
Правления верховных королей Лоингсеха мак Энгуссо и Конгала Кеннмагайра было временем наибольшего влияния рода Кенел Конайлл на события в Ирландии. В более позднюю эпоху ведущую роль среди Северных Уи Нейллов уже играл род Кенел Эогайн.